# John Salazar

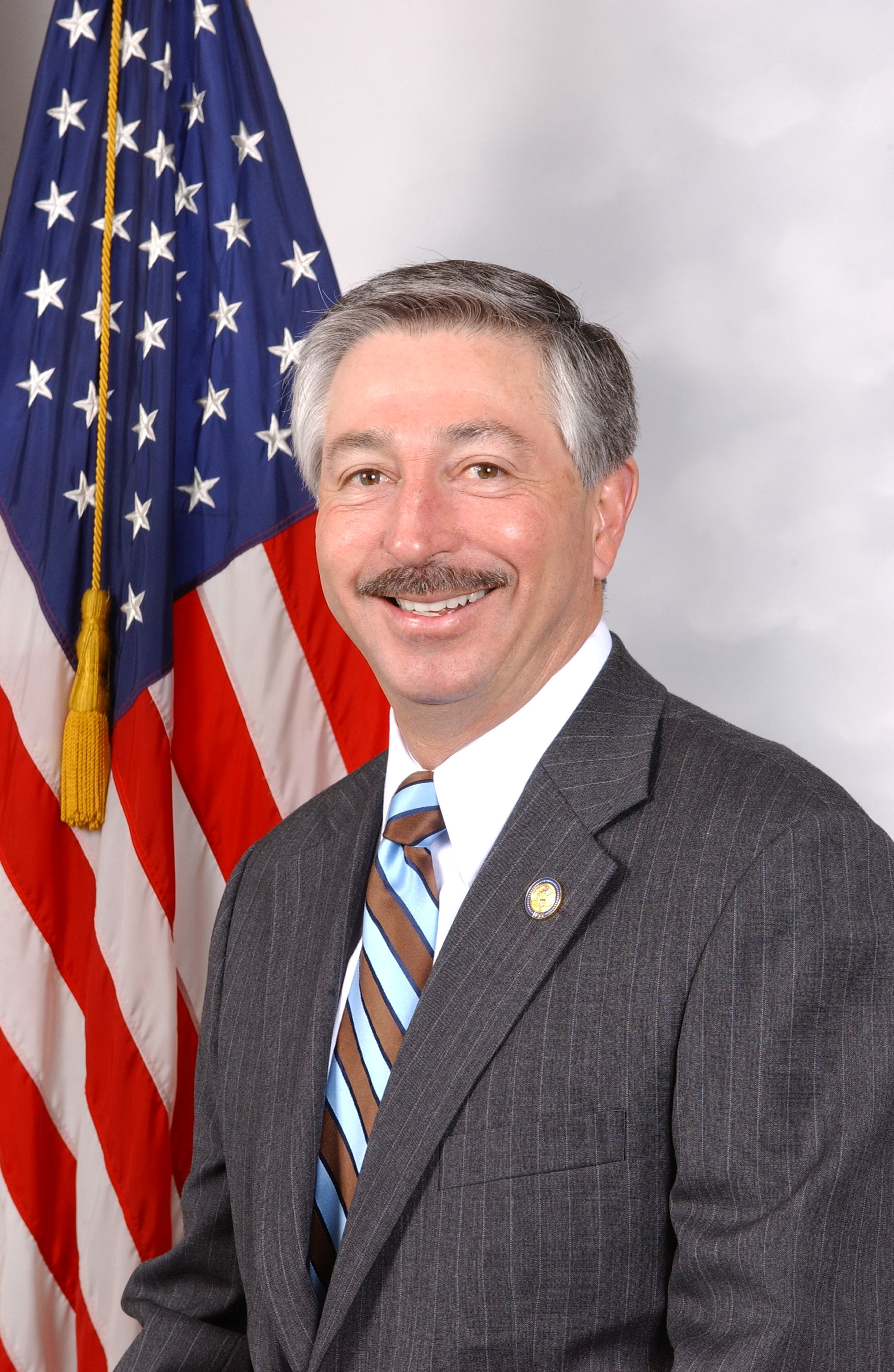
John Salazar

John Tony Salazar (* 21. Juli 1953 in Alamosa, Colorado) ist ein US-amerikanischer Politiker der Demokratischen Partei. Als Mitglied des US-Repräsentantenhauses vertrat er von 2005 bis 2011 den dritten Kongresswahlbezirk des Bundesstaates Colorado. Zuvor war er von 2003 bis 2005 Abgeordneter im Repräsentantenhaus von Colorado.

## Familie
Salazar ist verheiratet und hat drei Söhne. Sein jüngerer Bruder Ken Salazar war ebenfalls Kongressmitglied und vertrat Colorado als Senator; seit dem 20. Januar 2009 ist er Innenminister der USA im Kabinett Obama.

## Parlamentsarbeit
Salazar gehörte im Repräsentantenhaus dem House Transportation and Infrastructure Committee an. Er war Mitglied der Blue Dog Democrats, einer innerparteilichen Koalition von moderat konservativen Politikern.

## Wiederwahlen
Im Wahljahr 2006 musste sich Salazar erstmals zur Wiederwahl stellen, sein Gegner war der Republikaner Scott Tipton. Aufgrund der relativ ausgewogenen Wählerstruktur des Wahlbezirks wurde mit einem Kopf-an-Kopf-Rennen gerechnet, Salazar gewann jedoch recht klar mit 61,6 % der Stimmen. Zwei Jahre später erreichte er mit einem Anteil von 61,4 % ein ähnliches Ergebnis und wurde erneut im Amt bestätigt; sein republikanischer Kontrahent Wayne Wolf kam auf 38,6 % der Stimmen. Scott Tipton gewann bei den Wahlen 2010 den Sitz von Salazar.